# Бабай (фільм, 2009)
«Баба́й» (тур. Mommo) — фільм Аталая Ташдікена, знятий 2009 року. Фільм здобув гран-прі Київського кінофестивалю 2010.
«Бабай» зняли неподалік Коньї.

## Сюжет
Дія відбувається в 2000-их роках у турецькому селі. Ахмет та Айше — брат і сестра. Після смерті їхньої матері батько Казім одружився вдруге, залишивши дітей на їхнього діда по матері Хасана — напівскаліченого неписьменного старого.

Інша дочка Хасана, Фатма, що мешкає в Німеччині, хоче забрати дітей сестри до себе, однак виявляється, що цей процес може тривати до 2-ох років. Зрештою, Казім вирішує віддати Айше до притулку.

## Нагороди
- Würzburg International Filmweekend — Audience Award (Приз глядацьких симпатій)
- Гран-прі Київського кінофестивалю.